# Транос (комуна)
Комуна Транос (швед. Tranås kommun) — адміністративно-територіальна одиниця місцевого самоврядування, що розташована в лені Єнчепінг у південній Швеції.
Транос 204-а за величиною території комуна Швеції. Адміністративний центр комуни — місто Транос.

## Населення
Населення становить 18 145 чоловік (станом на вересень 2012 року). 
| Кількість населення комуни Транос за 1970-2010 роки | Кількість населення комуни Транос за 1970-2010 роки | Кількість населення комуни Транос за 1970-2010 роки | Кількість населення комуни Транос за 1970-2010 роки | Кількість населення комуни Транос за 1970-2010 роки |
| --------------------------------------------------- | --------------------------------------------------- | --------------------------------------------------- | --------------------------------------------------- | --------------------------------------------------- |
| Рік                                                 |                                                     |                                                     | Населення                                           |                                                     |
| 1970                                                | 1970                                                |                                                     | 19 266                                              | 19 266                                              |
| 1975                                                | 1975                                                |                                                     | 18 717                                              | 18 717                                              |
| 1980                                                | 1980                                                |                                                     | 18 380                                              | 18 380                                              |
| 1985                                                | 1985                                                |                                                     | 17 900                                              | 17 900                                              |
| 1990                                                | 1990                                                |                                                     | 17 806                                              | 17 806                                              |
| 1995                                                | 1995                                                |                                                     | 18 040                                              | 18 040                                              |
| 2000                                                | 2000                                                |                                                     | 17 686                                              | 17 686                                              |
| 2005                                                | 2005                                                |                                                     | 17 765                                              | 17 765                                              |
| 2010                                                | 2010                                                |                                                     | 18 119                                              | 18 119                                              |
| Джерело: SCB                                        |                                                     |                                                     |                                                     |                                                     |

## Населені пункти
Комуні підпорядковано 3 міські поселення (tätort) та низка сільських, більші з яких:
- Транос (Tranås)
- Соммен (Sommen)
- Ґріпенберґ (Gripenberg)
- Ліндерос (Linderås)

## Галерея

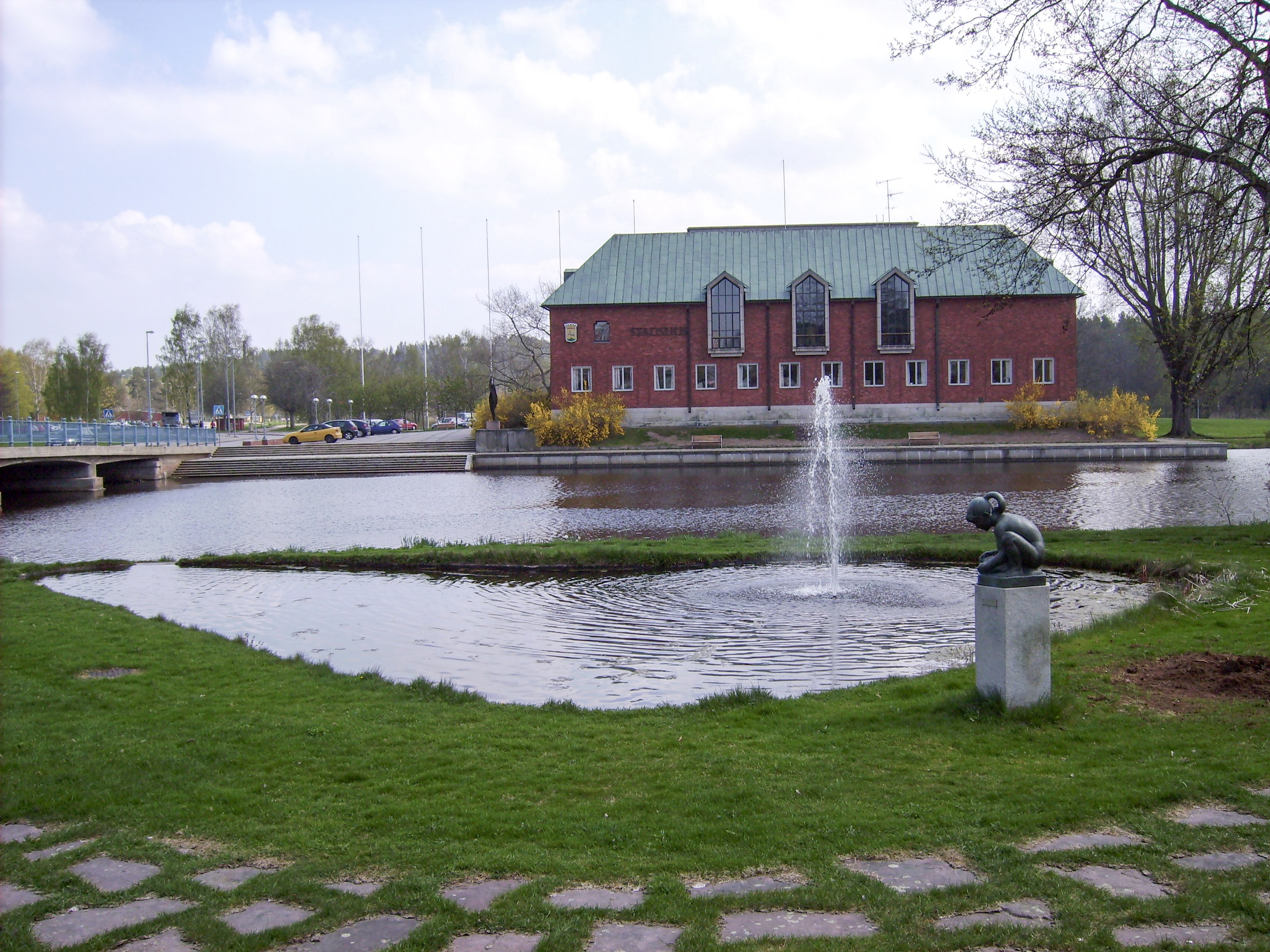
Управа комуни в Траносі
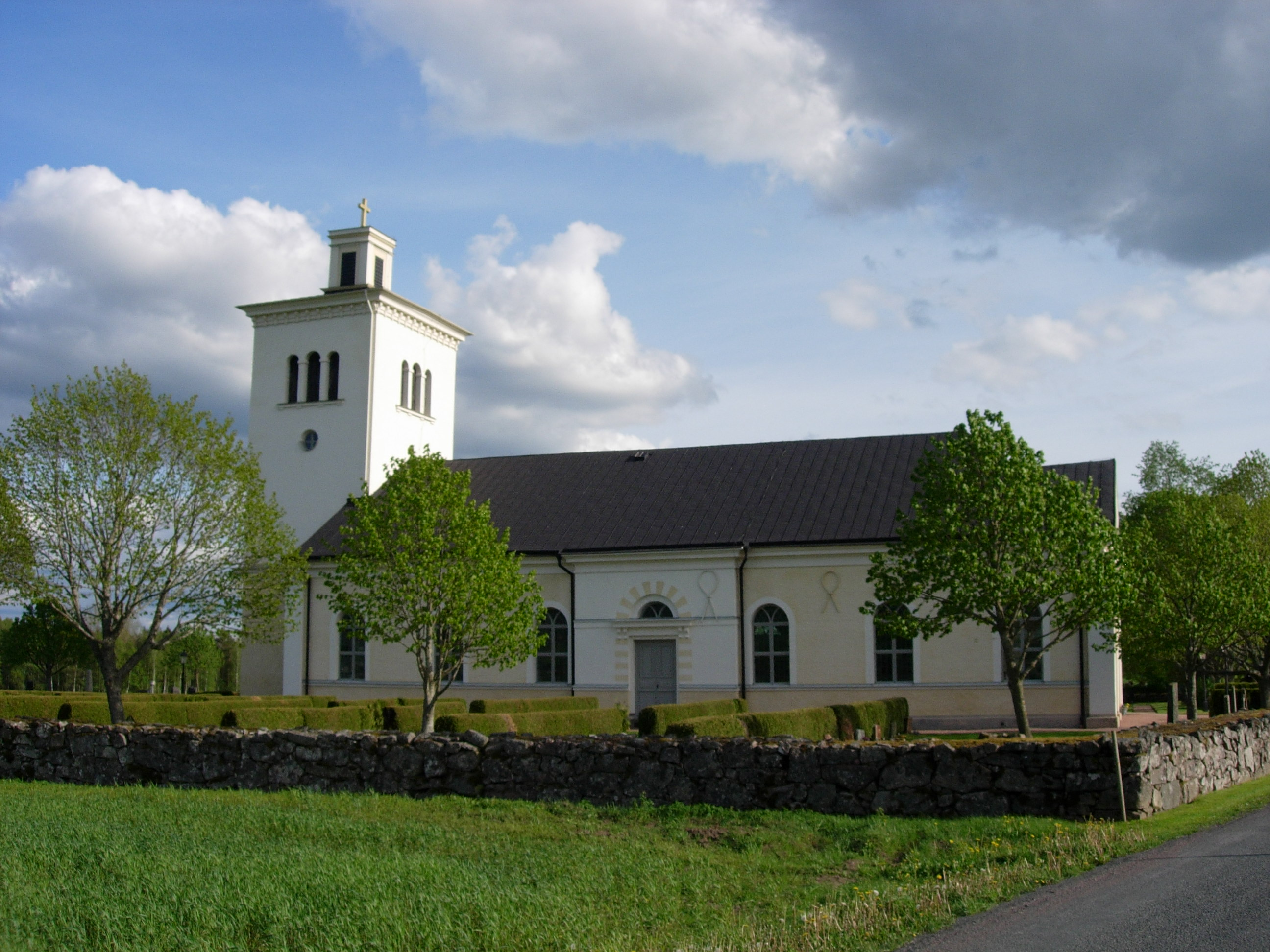
Церква (Аделев)
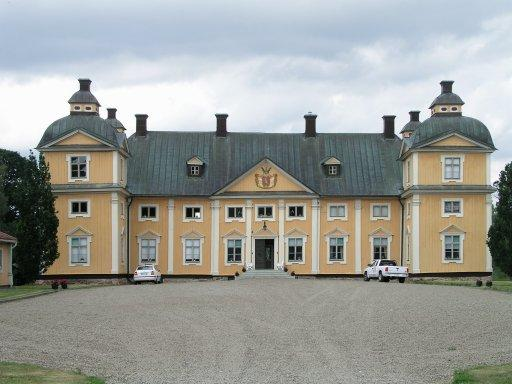
Замок Ґріпенберґ

## Виноски
1. ↑  Andersson P. Sveriges kommunindelning 1863-1993 — Mjölby: Draking, 1993. — 132 с. — ISBN 978-91-87784-05-7
2. ↑  Folkmangd i riket, lan och kommuner (шв.) . Центральне бюро статистики Швеції. Архів оригіналу за 20 серпня 2013. Процитовано 22 лютого 2013.